# Regentenstraße 101 (Mönchengladbach)

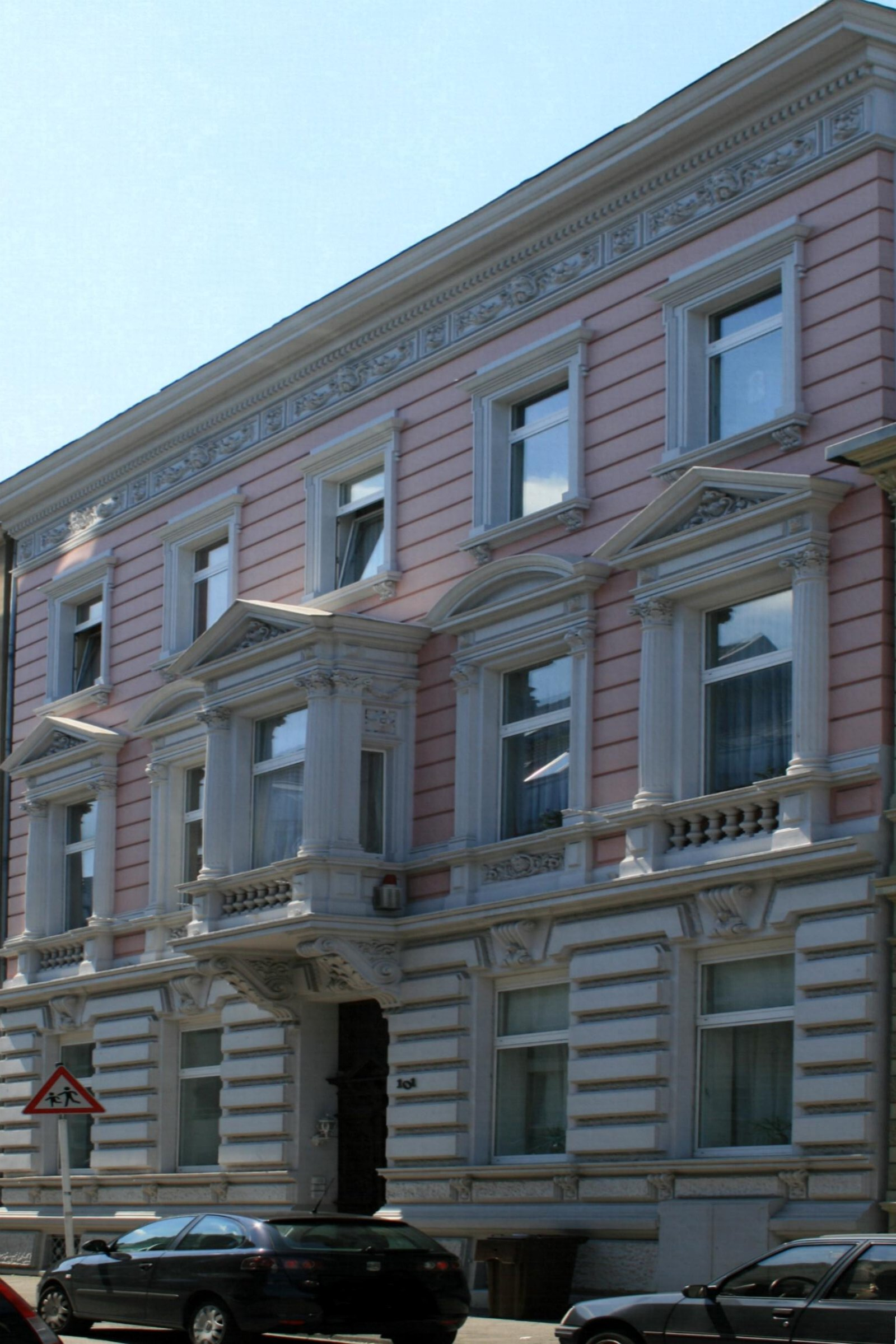
Wohnhaus (2010)

Das Wohnhaus Regentenstraße 101 steht im Stadtteil Eicken in Mönchengladbach (Nordrhein-Westfalen).
Das Gebäude wurde Ende des 19. Jahrhunderts erbaut. Es wurde unter Nr. R 051 am 17. Mai  1989 in die Denkmalliste der Stadt Mönchengladbach eingetragen.

## Architektur
Das Gebäude liegt an der Nordseite der Regentenstraße in Eicken in einer historischen Baugruppe ähnlicher Häuser. Bei dem Haus handelt es sich um ein traufenständiges, dreigeschossiges und fünfachsiges Gebäude mit Mittelerker. 